# آبزاکوو (شهرستان اوچالینسکی، باشقیرستان)
آبزاکوو (انگلیسی: Abzakovo, Uchalinsky District, Republic of Bashkortostan) یک شهرک در شهرستان اوچالینسکی استان باشقیرستان کشور روسیه است.